# リカルド・デ・サンティス
リカルド・デ・サンティス（Riccardo De Santis 1980年1月4日- ）はイタリアの野球選手。
ポジションは投手。右投右打。
2006年までの成績は155試合に登板して63勝32敗。

## 経歴
1997年、グロッセートに入団。
2004年、アテネオリンピックのイタリア代表に選出された。
2006年、2006 ワールド・ベースボール・クラシックのイタリア代表に選出された。
2012年、ネットゥーノ・ベースボールクラブに移籍。